# Alejandro Barco
Alejandro Barco López, (Lima, 1894-Lima, 4 de febrero de 1986) fue un militar peruano. Fue ministro de guerra en dos ocasiones (1930-1931 y 1945-1946); y senador por Lima (1956-1962). 

## Biografía
Cursó su educación secundaria en el Colegio Nacional Nuestra Señora de Guadalupe.
En 1910 ingresó a la Escuela Militar de Chorrillos. Egresó en 1914 como alférez de artillería, con honores. Ascendió a teniente (1917), capitán (1920) y sargento mayor (1925).
Fue instructor de cadetes en la Escuela Militar. Fue destacado a guarniciones del Callao (1918), Cuzco (1920) y Madre de Dios (1924).
En 1926 fue agregado a la Comisión Jurídica enviada a la campaña plebiscitaria efectuada en Tacna y Arica. En 1927 obtuvo diploma de Estado Mayor. Fue entonces destacado al sur.

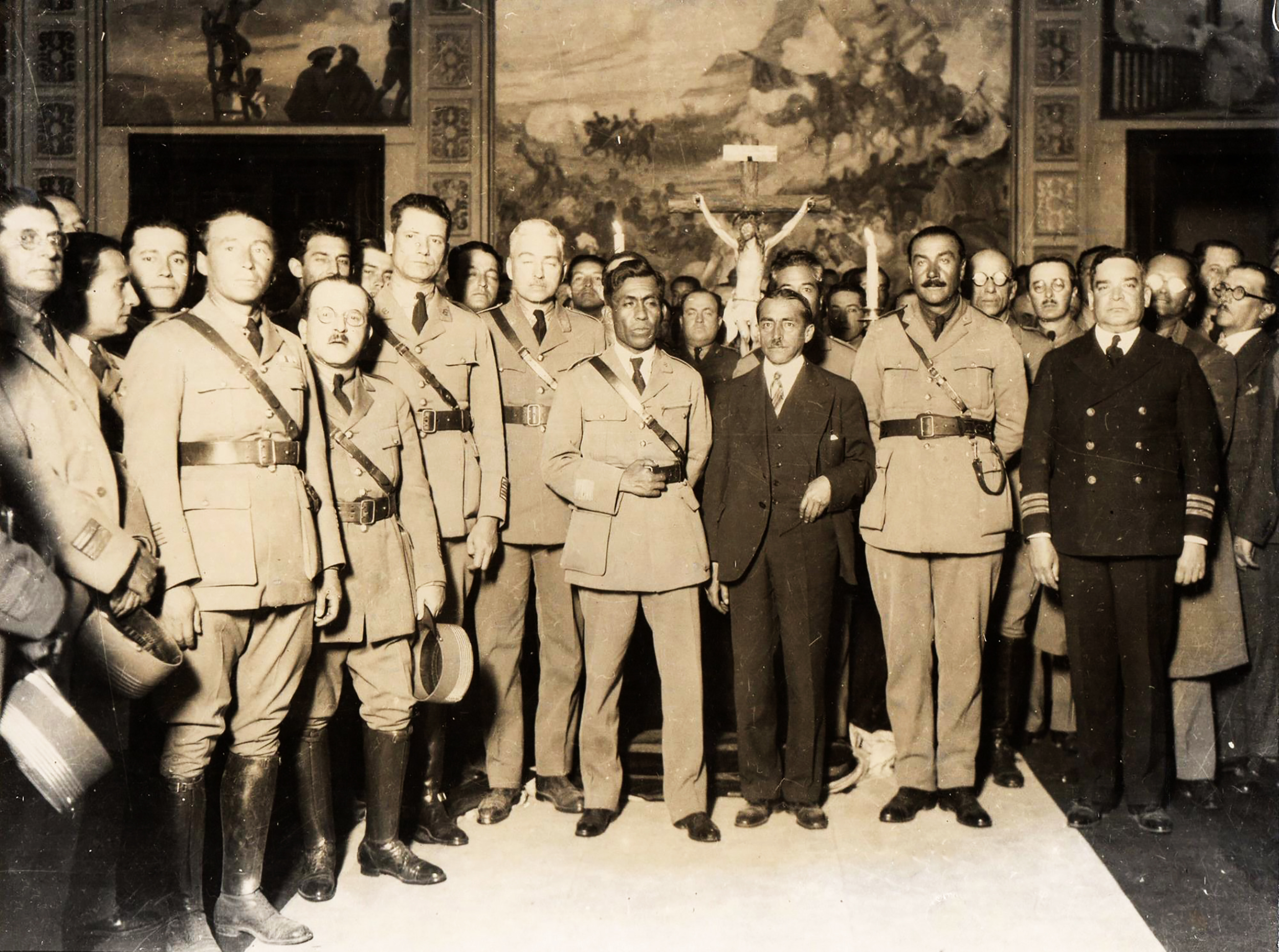
La Junta Militar de Gobierno (1930), presidida por el teniente coronel Luis M. Sánchez Cerro, de la que formaba parte Alejandro Barco como ministro de Guerra (el segundo de cuerpo entero, a la izquierda).

En 1930 participó en la revolución militar que derrocó al régimen de Augusto B. Leguía. Integró, como ministro de Guerra, la Junta Militar de Gobierno que se instaló en Lima el 27 de agosto de 1930 y que estuvo presidida por el comandante Luis Sánchez Cerro.
En 1931 fue ascendido a teniente coronel. Sucesivamente fue comandante del Grupo de Artillería de Montaña N.° 3; jefe de Estado Mayor de la Segunda División; y director de la Escuela Militar (1932-1936). Luego fue agregado a las legaciones acreditadas en Bolivia y México.
Ascendió a coronel (1939) y general de brigada (1945). Durante el gobierno de José Luis Bustamante y Rivero, fue nuevamente ministro de Guerra, cargo que ejerció de 7 de octubre de 1945 a 23 de enero de 1946.
Sucesivamente fue jefe del Estado Mayor General del Ejército (1949), miembro del Consejo Superior del Ejército (1950) y general del Tiro Nacional (1954).
Pasó al retiro en 1955. Elegido senador por el departamento de Lima (1956-1962), abogó por la expropiación de los yacimientos petrolíferos explotados por la International Petroleum Company, y por la extensión de la jurisdicción del Estado hasta una distancia de 200 millas del litoral.

## Publicaciones
- El héroe símbolo (1934), sobre Cahuide.
- Los tesoros de Pachacámac y Catalina Huanca (1972).